# Valleyford (Washington)
Valleyford es un área no incorporada ubicada en el condado de Spokane en el estado estadounidense de Washington.

## Geografía
Valleyford se encuentra ubicado en las coordenadas 47°31′55″N 117°14′21″O / 47.53194, -117.23917.